# Jivno
Jivno település Csehországban, a České Budějovice-i járásban. Jivno Rudolfov, Lišov, Hlincová Hora, Adamov, Libníč és Zvíkov településekkel határos. Lakosainak száma 424 fő (2024. január 1.).

## Népesség
A település lakosságának változását az alábbi diagram mutatja:
| Lakosok száma | 303  | 327  | 288  | 195  | 158  | 173  | 318  | 351  | 407  | 424  |
|               | 1869 | 1890 | 1921 | 1950 | 1980 | 2001 | 2017 | 2019 | 2022 | 2024 |